# Guba Balázs
Guba Balázs (1931. december 27. – 2001) labdarúgó, csatár.

## Pályafutása
1949 és 1952 között a Ferencváros labdarúgója volt. 
Az élvonalban 1949. december 4-én mutatkozott be a Szentlőrinci AC ellen, ahol csapata 3–1-es győzelmet aratott. Tagja volt az 1949–50-es bajnoki ezüstérmes csapatnak. Az 1953-as idényben a Csepeli Vasas játékosa volt. 1954 és 1958 között a Tatabánya csapatában játszott. Összesen 106 élvonalbeli bajnoki mérkőzésen lépett pályára és tíz gólt szerzett.

## Sikerei, díjai
- Magyar bajnokság
  - 2.: 1949–50